# باراکا (فیلم)
باراکا (به انگلیسی: Baraka) فیلم مستند بدون گفتاری است که در سال ۱۹۹۲ و به کارگردانی ران فریک ساخته شد. نام آن از واژه برکت گرفته شده که در زبان‌هایی همچون عبری و عربی (برکة) وجود دارد.
این مستند از پرهزینه‌ترین مستندهای تاریخ است که در سفری دور و دراز، از شرق تا غرب، از دورافتاده‌ترین و ناشناخته‌ترین سرزمین‌ها تا صنعتی‌ترین و مدرن‌ترین کشورهای جهان، به دنبال کشف رازی نهفته در ملل و اقوام بشر در این پهنه خاکی است.
این فیلم را با کویانیسکاتسی، اولین فیلم از سه‌گانه کاتسی اثر نامدار گادفری رجیو مقایسه می‌کنند که فریک در آن مدیر فیلمبردار بود. باراکا اولین فیلم پس از ۲۰ سال بود که در فرمت ۷۰ میلی‌متری Todd-AO فیلمبرداری شد. ران فریک در سال ۲۰۱۱ مستند سمساره را ساخت که می‌توان آن را دنباله‌ای بر باراکا دانست.

## زمینه
باراکا فیلمی مستند است که در آن هیچگونه گفتاری وجود ندارد. در طول ۱۴ ماه ساخت آن، از موضوعات گوناگونی همچون رخدادهای طبیعی، زندگی، کارهای انسانی و پدیده‌های تکنولوژی در ۲۴ کشور جهان فیلمبرداری شده‌است.
در باراکا، ران فریک راه گادفری رجیو را در فیلم کویانیسکاتسی پی گرفته‌است که در آن، فریک مدیر فیلمبرداری و همکار رجیو در فیلم بود. باراکا در فرمت ۷۰ میلی‌متری تهیه شده و شامل مخلوطی از سبک‌های فیلمبرداری، صحنه‌های کند شده و تصویربرداری زمان‌گریز است. برای فیلبرداری بخش‌های زمان‌گریز، او دوربین جدیدی با ترکیب قابلیت‌های تصویربرداری زمان‌گریز و جابجایی‌های کنترل‌شده ساخت. از این صحنه‌های می‌توان به کلیسای مقبره مقدس در اورشلیم، رویان‌جی در توکیو، دریاچه ناترون در تانزانیا، سوختن چاه‌های نفت کویت، دود آتشفشان فعال، ایستگاه شلوغ مترو، مراسم قبیله ماسایی در کنیا و راهب در حال دعا کردن نام برد.
فیلم دارای صحنه‌های با پیگیری بلند نیز هست همچون آشویتز و موزه نسل‌کشی تیول اسلنگ که از روی تصاویر قربانیان و استخوان‌های جمجمه‌های آن‌ها می‌گذرد. فیلم یک دورنما از فرهنگ جهانی را ارائه می‌دهد: صحنه‌ای از خالکوبی‌های استادانه روی بدن یک یاکوزای ژاپنی در حمام پیش از تصاویر یک قبیله می‌آید.
فیلم شامل بیست فصل است که به سه بخش اصلی دسته‌بندی شده‌اند (آ۱ تا آ۳):
- آ۱ - فصل‌های ۱ تا ۷: طبیعت بکر؛ مردمان بومی که آیین‌هایشان بخشی از طبیعت است.
  - فصل اول - برف و یخ
  - فصل دوم - معابد
  - فصل سوم - نور و سایه
  - فصل چهارم - آتشفشان
  - فصل پنجم - جزایر گالاپاگوس
  - فصل ششم - آبشار دیوساگو
  - فصل هفتم - آفریقا
- آ۲ - فصل‌های ۸ تا ۱۵: دستبرد تکنولوژی از طبیعت؛ مردمانی که طبیعت و روابط خود را از ریشه برمی‌کنند. جنگ‌ها و اردوگاه‌های کار اجباری.
  - فصل هشتم - سیگارها
  - فصل نهم - سنتو
  - فصل دهم - آشفتگی ترافیک
  - فصل یازدهم - تولید انبوه
  - فصل دوازدهم - دیوانگی
  - فصل سیزدهم - گورستان هواپیماها
  - فصل چهاردهم - سایه‌هایی از گذشته
  - فصل پانزدهم - لشکر سفالین
- آ۳ - فصل‌های ۱۶ تا ۲۰: فرهنگ‌های کهنه اما هنوز زنده؛ بناهای باستانی بازمانده از تمدن‌های پیشین. ناپایداری و پایندگی کوشش‌های بشر.
  - فصل شانزدهم - زندگی در رودخانه گنگ
  - فصل هفدهم - دریای ابرها
  - فصل هجدهم - کعبه
  - فصل نوزدهم - آسمان پرستاره
  - فصل بیستم - نام‌های سازندگان

## مکان‌های فیلمبرداری
در ساخت این مستند، از ۱۵۲ مکان در ۲۴ کشور جهان فیلمبرداری شد. برخی از کشورها عبارتند از: ایران، آرژانتین، استرالیا، برزیل، کامبوج، چین، اکوادور، مصر، فرانسه، هند، اندونزی، ایتالیا، ژاپن، اسراییل، کنیا، کویت، نپال، لهستان، عربستان سعودی، تانزانیا، تایلند، ترکیه، ایالات متحده آمریکا، واتیکان.
برخی از مکان‌های فیلمبرداری شده که در فیلم آمده‌است بدین قرار است.

### آسیا
- ایران: مسجد امام اصفهان، تخت جمشید «پرسپولیس»، شاه چراغ، شیراز.
- کامبوج: آنگکور، انگکور وات، پنوم‌پن، سیه‌م رئاپ، موزه نسل‌کشی تیول اسلنگ.
- چین: پکن، تالار بزرگ خلق، میدان تیان‌آنمن، گویلین، رودخانه لی، کولون، هنگ کنگ، چین شی هوان، شی‌آن.
- هند: کلکته، بنگال غربی، چنای، معبد کایلاشنات، رود گنگ، تامیل نادو، موزه ملی هند، دهلی نو، اوتار پرادش، معبد واراداراجا پرومال، بنارس.
- اندونزی: جاوه، کاندی ناندی، پرامبانان، بوروبودور، قلعه کاسونانان، کدیری، شرق جاوه، سوراکارتا، مسجد استقلال، بالی، تامپاکسیرینگ، کوه دره برومو، گونونگ کاوی، اولوواتو.
- ژاپن: معبد میجی، معبد هوکه‌جی، کارخانه یوکوسوکا، کیوتو، هتل کپسول، نیتاکو، معبد سانقو-جی، ناگانو، توکیو، ریوآن-جی، نارا، ایستگاه شیبویا، ایستگاه شینجوکو، توکیو، معبد زوجوجی.
- فلسطین: کلیسای مقبره مقدس، دیوار ندبه.
- کویت: احمدی، جاده جاهرا، میتلا ریج، میدان نفتی بورقان.
- نپال: کاتماندو، باکتاپور، بوداناث، هانومان قات، هیمالیا، کوه اورست، پاشوپاتی، سوایامبو، تامسرکو.
- عربستان سعودی: مکه
- تایلند: بانکوک، پاتپونگ، آیوتتایا، سوی کابوی، وات سوتات، وات آرون.

### آمریکای جنوبی
- آرژانتین: آبشار دیوساگو، میسیونز.
- برزیل: پارا، پارانا، ایپانما، مردمان کایاپو، پورتو ولو، ریودو ژانیرو، روندونیا، میناس گرایس، روکینها، سائوپائولو.
- اکوادور: باریو ماپاسینگو، گوایاکیول، گالاپاگوس.

### آفریقا
- مصر: قاهره، شهر مردگان، کانراک، مجموعه اهرام جیزه، رامسسیوم.
- کنیا: دریاچه ماگادی، مارا کیچان تمبو مانیاتا، مارا ریانتا مانیاتا، ماسایی مارا.
- تانزانیا: دریاچه ناترون.

### ایالات متحده آمریکا
- آریزونا: آمریکن اکسپرس، فینیکس، یادبود ملی کنیون د شلی، چینله، پایگاه نیروی هوایی دیویس–مونتهن، توسان، معدن زغال‌سنگ پیبادی، مسا سیاه.
- کالیفرنیا: لوس آنجلس، بیگ‌سور، سانتا کروز.
- کلورادو: پارک ملی میزا ورده
- هاوایی: مائوئی، پارک ملی هالیاکالا، ناحیه کونا، پارک ملی آتش‌فشان‌های هاوایی
- نیویورک: ساختمان امپایر استیت، منهتن، شهر نیویورک، ترمینال گراند سنترال، ساختمان هلمسلی، ساختمان مک‌گرو هیل، مرکز تجارت جهانی.
- یوتا: پارک ملی آرچز، مواب، پارک ملی کنیون‌لندز.
- دیگر مکان‌ها: کاخ سفید، شیپروک، نیومکزیکو، واشینگتن، دی. سی.

### اقیانوسیه
- استرالیا: آبشار جیم جیم، کوکیندا، پارک ملی کاکادو، جزیره بتورست، اولورو.

### اروپا
- لهستان: بیتوم، اردوگاه آشویتس.
- فرانسه: کلیسای جامع ریمز، کلیسای جامع شارتر.
- واتیکان: کلیسای سن پیترو.
- ترکیه: ایاصوفیه، استانبول.